# بوتش بيير
بوتش بيير (بالإنجليزية: Butch Pierre)‏ هو مدرب كرة سلة أمريكي، ولد في 4 أكتوبر 1962 في Darrow, Louisiana ‏ في الولايات المتحدة.

## روابط خارجية
- بوتش بيير على موقع كلية كرة السلة في سبورتس رفرنس.كوم (الإنجليزية)
- بوتش بيير على موقع كلية كرة السلة في سبورتس رفرنس.كوم (الإنجليزية)